# Abdullah Ercan
Abdullah Ercan est un footballeur international puis entraîneur turc, né le 8 décembre 1971 à Istanbul. Il évoluait au poste de milieu défensif.
Entre 1993 et 2003, il totalise 71 sélections en équipe de Turquie, avec laquelle il termine troisième de la coupe du monde 2002.
Il est après sa carrière de joueur entraîneur de l'équipe de Turquie espoirs.

## Biographie

### Carrière de joueur

#### En club
Abdullah Ercan réalise l'intégralité de sa carrière en Turquie. Il joue principalement en faveur des clubs de Trabzonspor et de Fenerbahçe.
Il dispute près de 400 matchs en première division turque. Son palmarès est constitué d'un titre de champion avec Fenerbahçe, et de deux Coupes nationales avec Trabzonspor.
Au sein des compétitions européennes, il joue neuf matchs en Ligue des champions, vingt en Coupe de l'UEFA (un but), et enfin huit en Coupe des coupes (un but). Avec Trabzonspor, il est huitièmes de finaliste de la Coupe de l'UEFA en 1995, en étant battu par l'équipe italienne de la Lazio Rome.

#### En équipe nationale
Abdullah Ercan reçoit 68 sélections en équipe de Turquie entre 1993 et 2003, sans inscrire de but. Toutefois, certaines sources font mention de 71 sélections.
Il joue son premier match en équipe de Turquie le 27 octobre 1993, contre la Pologne. Ce match gagné 2-1 à Istanbul rentre dans le cadre des éliminatoires du mondial 1994. A deux reprises, il est capitaine de la sélection turque, contre le Japon en juin 1997, puis contre l'Albanie en avril 2001.
Il participe avec la Turquie à deux championnats d'Europe, en 1996 et 2000, ainsi qu'à la Coupe du monde 2002. Il prend part à cinq matchs lors de l'Euro, en revanche il doit se contenter du banc des remplaçants lors du mondial qui voit la Turquie obtenir la troisième place.
Il reçoit sa dernière sélection le 12 février 2003, en amical contre l'Ukraine (score : 0-0 à Izmir).

## Palmarès de joueur
- Troisième de la Coupe du monde en 2002 avec la Turquie.
- Champion de Turquie en 2001 avec Fenerbahçe SK.
- Vainqueur de la Coupe de Turquie en 1992 et 1995 avec Trabzonspor.
- Vainqueur de la Supercoupe de Turquie en 1995 avec Trabzonspor.
- Vainqueur de la Coupe du Chancelier en 1994 et 1996 avec Trabzonspor.